# Вдовцов Михайло Кирилович
Михайло Кирилович Вдовцов (нар. 2 березня 1947, село Довжок, тепер Ямпільського району Вінницької області) — український радянський діяч, ланковий механізованої ланки колгоспу «Передовик» Ямпільського району Вінницької області. Депутат Верховної Ради УРСР 9—10-го скликання.

## Біографія
Освіта середня.
З 1963 року — член будівельної бригади, тракторист колгоспу. Служив у Радянській армії.
З 1968 року — помічник бригадира тракторної бригади, ланковий механізованої ланки колгоспу «Передовик» села Довжок Ямпільського району Вінницької області.
Член КПРС з 1977 року.
Потім — на пенсії в селі Довжок Ямпільського району Вінницької області.

## Нагороди
- ордени
- медалі
- лауреат Державної премії Української РСР
- лауреат премії Ленінського комсомолу